# Devika Vaidya
Devika Purnendu Vaidya (Hindi देविका पूर्णेंदु वैद्य; * 13. August 1997 in Pune, Indien) ist eine indische Cricketspielerin, die seit 2014 für die indische Nationalmannschaft spielt.

## Aktive Karriere
Ihr Debüt in der Nationalmannschaft gab sie im November 2014 in der WTwenty20-Serie gegen Südafrika. Jedoch gelang es ihr zunächst nicht sich zu etablieren. Eine weitere Gelegenheit erhielt sie bei der Tour gegen die West Indies im November 2016, als sie ihr erstes WODI absolvierte. Beim Women’s Cricket World Cup Qualifier 2017 konnte sie gegen Sri Lanka ihr erstes Fifty über 89 Runs erzielen und wurde dafür als Spielerin des Spiels ausgezeichnet. Jedoch verletzte sie sich im Mai 2017 an der Schulter und verpasste so den Women’s Cricket World Cup 2017. Als sie wieder fit war, zog sie sich zunächst Denguefieber zu und als sie für eine India-A-Tour gegen Australien als Kapitänin eingesetzt werden sollte, folgte Chikungunyafieber. Sie war im Kader für den ICC Women’s World Twenty20 2018, erhielt jedoch keinen Einsatz. Kurz darauf spielte sie wieder im WODI-Kader, nachdem Pooja Vastrakar für die Tour gegen England verletzt absagen musste. Jedoch waren ihre Leistungen im nationalen Cricket für Maharashtra nicht weiter überzeugend, so dass sie abermals aus dem Kader gestrichen wurde. Weitere Einsätze in Tour Matches verpasste sie, als ihre Mutter verstarb. Es sollte bis Dezember 2022 dauern, bis sie wieder zurück ins Team fand, als sie für die WTwenty20-Serie gegen Australien und kurz darauf für den ICC Women’s T20 World Cup 2023 nominiert wurde.